# Macromitrium sulcatum
Macromitrium sulcatum är en bladmossart som beskrevs av Bridel 1826. Macromitrium sulcatum ingår i släktet Macromitrium och familjen Orthotrichaceae. Inga underarter finns listade i Catalogue of Life.